# UFC Fight Night: Pettis vs. Moreno
UFC Fight Night: Pettis vs. Moreno (também conhecido como UFC Fight Night 114) foi um evento de artes marciais mistas (MMA) produzido pelo Ultimate Fighting Championship, ocorrido no dia 5 de agosto de 2017, na Arena Ciudad de México, na Cidade do México, México.

## Background
Uma luta no peso-mosca entre Sergio Pettis e Brandon Moreno será a principal do evento.
Chris Gruetzemacher enfrentaria neste evento o vencedor do The Ultimate Fighter: América Latina 3 no peso-leve, Martín Bravo. No entanto, Gruetzemacher retirou-se da luta em 18 de julho, com uma lesão, e foi substituído pelo recém-chegado na promoção, Humberto Bandenay.
Uma luta no peso-pena entre Hacran Dias e Zabit Magomedsharipov foi programada para ocorrer neste evento, mas Magomedsharipov foi transferido para uma luta contra Nick Hein, no UFC Fight Night: Volkov vs. Struve, em Roterdã, no mês de setembro. Por sua vez, Hacran Dias foi removido do card inteiramente.
Na pesagem, Alexa Grasso bateu três libras (1,4 kg) acima do limite do peso-palha-feminino, de 116 libras (52,6 kg). Ela foi multada em 20% de sua bolsa, e a luta com Randa Markos será realizada em peso-casado de 119 libras (54 kg).

## Bônus da Noite
- Luta da Noite: Não houve lutas premiadas.
- Performance da Noite:  Niko Price,  Humberto Bandenay,  Dustin Ortiz e  Joseph Morales